# Sergio López (Leichtathlet, 1999)
Sergio López Barranco (* 5. Juli 1999) ist ein spanischer Leichtathlet, der sich auf den Sprint spezialisiert hat.

## Sportliche Laufbahn
Erste internationale Erfahrungen sammelte Sergio López im Jahr 2015, als er bei den Jugendweltmeisterschaften in Cali im 100-Meter-Lauf mit 11,14 s in der ersten Runde ausschied. Im Jahr darauf klassierte er sich bei den erstmals ausgetragenen Jugendeuropameisterschaften in Tiflis mit 10,84 s auf dem achten Platz und gewann mit der spanischen Sprintstaffel (1000 Meter) in 1:52,62 min die Silbermedaille. 2017 wurde er dann bei den U20-Europameisterschaften in Grosseto in 10,95 s Fünfter über 100 Meter und gewann mit der 4-mal-100-Meter-Staffel in 39,59 s die Bronzemedaille. Im Jahr darauf schied er bei den U20-Weltmeisterschaften in Tampere mit 10,53 s im Halbfinale aus und erreichte mit der Staffel in 39,86 s Rang sechs. 2019 gelangte er bei den Halleneuropameisterschaften in Glasgow im 60-Meter-Lauf bis ins Halbfinale und schied dort mit 6,71 s aus. Zwei Jahre später scheiterte er dann bei den Halleneuropameisterschaften in Toruń mit 6,86 s im Vorlauf. Anfang Mai verpasste er dann bei den World Athletics Relays im polnischen Chorzów mit 39,30 s den Finaleinzug in der 4-mal-100-Meter-Staffel. Anschließend belegte er bei den U23-Europameisterschaften in Tallinn in 10,42 s den vierten Platz über 100 m und gewann im Staffelbewerb in 39,00 s die Silbermedaille hinter dem Team aus Deutschland. 2022 belegte er bei den Ibero-Amerikanischen Meisterschaften in La Nucia in 10,33 s den fünften Platz im Einzelbewerb und siegte in 39,03 s mit der Staffel. Anschließend gelangte er bei den Mittelmeerspielen in Oran mit 10,33 s auf Rang fünf über 100 Meter. Daraufhin verpasste er bei den Weltmeisterschaften in Eugene mit 38,70 s den Finaleinzug im Staffelbewerb und im August wurde er bei den Europameisterschaften in München in der ersten Runde über 100 Meter disqualifiziert und schied mit der Staffel mit 39,14 s im Vorlauf aus. 
2023 wurde er bei der 1. Liga der Team-Europameisterschaften im Rahmen der Europaspiele in Chorzów in 10,40 s Fünfter im B-Lauf über 100 Meter und gelangte mit der 4-mal-100-Meter-Staffel mit 38,83 s auf Rang vier. Im Jahr darauf schied er bei den Hallenweltmeisterschaften in Glasgow mit 6,70 s im Halbfinale über 60 Meter aus. Im Mai wurde er bei den World Athletics Relays in Nassau in 39,51 s Sechster im C-Lauf in der 2. Qualifikationsrunde über 4-mal 100 Meter für die Olympischen Spiele und verpasste damit eine Direktqualifikation. Anschließend schied er bei den Europameisterschaften in Rom mit der Staffel mit 39,21 s im Vorlauf aus.
In den Jahren von 2021 bis 2023 wurde López spanischer Meister im 100-Meter-Lauf sowie 2019 und 2024 Hallenmeister über 60 Meter.

## Persönliche Bestleistungen
- 100 Meter: 10,27 s (+1,9 m/s), 29. Juni 2021 in Castellón de la Plana
  - 60 Meter (Halle): 6,64 s, 17. Februar 2024 in Ourense
- 200 Meter: 21,24 s (+1,2 m/s), 27. September 2020 in Sevilla